# Позиція Філідора
|   | a                                                                                   | b                                                                                   | c                                                                                   | d                                                                                   | e                                                                                   | f                                                                                   | g                                                                                   | h                                                                                   |   |
| 8 | b5 біла тура · e4 чорний пішак · f4 чорний король · a2 чорна тура · e1 білий король | b5 біла тура · e4 чорний пішак · f4 чорний король · a2 чорна тура · e1 білий король | b5 біла тура · e4 чорний пішак · f4 чорний король · a2 чорна тура · e1 білий король | b5 біла тура · e4 чорний пішак · f4 чорний король · a2 чорна тура · e1 білий король | b5 біла тура · e4 чорний пішак · f4 чорний король · a2 чорна тура · e1 білий король | b5 біла тура · e4 чорний пішак · f4 чорний король · a2 чорна тура · e1 білий король | b5 біла тура · e4 чорний пішак · f4 чорний король · a2 чорна тура · e1 білий король | b5 біла тура · e4 чорний пішак · f4 чорний король · a2 чорна тура · e1 білий король | 8 |
| 7 | b5 біла тура · e4 чорний пішак · f4 чорний король · a2 чорна тура · e1 білий король | b5 біла тура · e4 чорний пішак · f4 чорний король · a2 чорна тура · e1 білий король | b5 біла тура · e4 чорний пішак · f4 чорний король · a2 чорна тура · e1 білий король | b5 біла тура · e4 чорний пішак · f4 чорний король · a2 чорна тура · e1 білий король | b5 біла тура · e4 чорний пішак · f4 чорний король · a2 чорна тура · e1 білий король | b5 біла тура · e4 чорний пішак · f4 чорний король · a2 чорна тура · e1 білий король | b5 біла тура · e4 чорний пішак · f4 чорний король · a2 чорна тура · e1 білий король | b5 біла тура · e4 чорний пішак · f4 чорний король · a2 чорна тура · e1 білий король | 7 |
| 6 | b5 біла тура · e4 чорний пішак · f4 чорний король · a2 чорна тура · e1 білий король | b5 біла тура · e4 чорний пішак · f4 чорний король · a2 чорна тура · e1 білий король | b5 біла тура · e4 чорний пішак · f4 чорний король · a2 чорна тура · e1 білий король | b5 біла тура · e4 чорний пішак · f4 чорний король · a2 чорна тура · e1 білий король | b5 біла тура · e4 чорний пішак · f4 чорний король · a2 чорна тура · e1 білий король | b5 біла тура · e4 чорний пішак · f4 чорний король · a2 чорна тура · e1 білий король | b5 біла тура · e4 чорний пішак · f4 чорний король · a2 чорна тура · e1 білий король | b5 біла тура · e4 чорний пішак · f4 чорний король · a2 чорна тура · e1 білий король | 6 |
| 5 | b5 біла тура · e4 чорний пішак · f4 чорний король · a2 чорна тура · e1 білий король | b5 біла тура · e4 чорний пішак · f4 чорний король · a2 чорна тура · e1 білий король | b5 біла тура · e4 чорний пішак · f4 чорний король · a2 чорна тура · e1 білий король | b5 біла тура · e4 чорний пішак · f4 чорний король · a2 чорна тура · e1 білий король | b5 біла тура · e4 чорний пішак · f4 чорний король · a2 чорна тура · e1 білий король | b5 біла тура · e4 чорний пішак · f4 чорний король · a2 чорна тура · e1 білий король | b5 біла тура · e4 чорний пішак · f4 чорний король · a2 чорна тура · e1 білий король | b5 біла тура · e4 чорний пішак · f4 чорний король · a2 чорна тура · e1 білий король | 5 |
| 4 | b5 біла тура · e4 чорний пішак · f4 чорний король · a2 чорна тура · e1 білий король | b5 біла тура · e4 чорний пішак · f4 чорний король · a2 чорна тура · e1 білий король | b5 біла тура · e4 чорний пішак · f4 чорний король · a2 чорна тура · e1 білий король | b5 біла тура · e4 чорний пішак · f4 чорний король · a2 чорна тура · e1 білий король | b5 біла тура · e4 чорний пішак · f4 чорний король · a2 чорна тура · e1 білий король | b5 біла тура · e4 чорний пішак · f4 чорний король · a2 чорна тура · e1 білий король | b5 біла тура · e4 чорний пішак · f4 чорний король · a2 чорна тура · e1 білий король | b5 біла тура · e4 чорний пішак · f4 чорний король · a2 чорна тура · e1 білий король | 4 |
| 3 | b5 біла тура · e4 чорний пішак · f4 чорний король · a2 чорна тура · e1 білий король | b5 біла тура · e4 чорний пішак · f4 чорний король · a2 чорна тура · e1 білий король | b5 біла тура · e4 чорний пішак · f4 чорний король · a2 чорна тура · e1 білий король | b5 біла тура · e4 чорний пішак · f4 чорний король · a2 чорна тура · e1 білий король | b5 біла тура · e4 чорний пішак · f4 чорний король · a2 чорна тура · e1 білий король | b5 біла тура · e4 чорний пішак · f4 чорний король · a2 чорна тура · e1 білий король | b5 біла тура · e4 чорний пішак · f4 чорний король · a2 чорна тура · e1 білий король | b5 біла тура · e4 чорний пішак · f4 чорний король · a2 чорна тура · e1 білий король | 3 |
| 2 | b5 біла тура · e4 чорний пішак · f4 чорний король · a2 чорна тура · e1 білий король | b5 біла тура · e4 чорний пішак · f4 чорний король · a2 чорна тура · e1 білий король | b5 біла тура · e4 чорний пішак · f4 чорний король · a2 чорна тура · e1 білий король | b5 біла тура · e4 чорний пішак · f4 чорний король · a2 чорна тура · e1 білий король | b5 біла тура · e4 чорний пішак · f4 чорний король · a2 чорна тура · e1 білий король | b5 біла тура · e4 чорний пішак · f4 чорний король · a2 чорна тура · e1 білий король | b5 біла тура · e4 чорний пішак · f4 чорний король · a2 чорна тура · e1 білий король | b5 біла тура · e4 чорний пішак · f4 чорний король · a2 чорна тура · e1 білий король | 2 |
| 1 | b5 біла тура · e4 чорний пішак · f4 чорний король · a2 чорна тура · e1 білий король | b5 біла тура · e4 чорний пішак · f4 чорний король · a2 чорна тура · e1 білий король | b5 біла тура · e4 чорний пішак · f4 чорний король · a2 чорна тура · e1 білий король | b5 біла тура · e4 чорний пішак · f4 чорний король · a2 чорна тура · e1 білий король | b5 біла тура · e4 чорний пішак · f4 чорний король · a2 чорна тура · e1 білий король | b5 біла тура · e4 чорний пішак · f4 чорний король · a2 чорна тура · e1 білий король | b5 біла тура · e4 чорний пішак · f4 чорний король · a2 чорна тура · e1 білий король | b5 біла тура · e4 чорний пішак · f4 чорний король · a2 чорна тура · e1 білий король | 1 |
|   | a                                                                                   | b                                                                                   | c                                                                                   | d                                                                                   | e                                                                                   | f                                                                                   | g                                                                                   | h                                                                                   |   |

Позиція Філідора (англ. Philidor position) — це типова нічийна шахова позиція в ендшпілі «тура та пішак проти тури». Слабшій стороні слід всіляко прагнути досягнути цієї позиції, щоб отримати нічию у партії. Названо на честь французького шахіста Франсуа-Андре Данікан Філідора, який запропонував ефективний метод захисту.

## Опис позиції
Основною ідеєю методу захисту Філідора є позбавлення короля супротивника притулку від шахів по вертикалі. При цьому король слабшої сторони вже повинен бути на полі перетворення пішака або в безпосередній близькості від нього, затримуючи пішака.
Якщо у позиції на діаграмі хід білих, вони можуть застосувати метод захисту Філідора.
1. Тb3 …
Білі зовсім не намагаються зупинити рух пішака вперед. Задум їх полягає в тому, щоб позбавити короля чорних можливості ховатись за своїм пішаком від вертикальних шахів на полі e3.
1. … e3
Якщо чорні вичікують (наприклад, 1. … Тg2), то й білі вичікують (наприклад, 2. Тa3).
2. Тb8 Крf3
Тепер біла тура починає переслідувати чорного короля шахами.
3. Тf8+ Крe4
4. Тe8+ Крd4
5. Тd8+ Крc5
Тура відганяє короля від третього ряду, а потім після Те8 чорний пішак втрачається.